# اوالد دیتکو
اوالد دیتکو (لهستانی: Ewald Dytko; ۱۸ اکتبر ۱۹۱۴ – ۱۳ ژوئن ۱۹۹۳) بازیکن فوتبال اهل لهستان بود.
وی همچنین در تیم ملی فوتبال لهستان بازی کرده‌است.